# Andrew Ridgeley
Andrew John Ridgeley (Windlesham, 26 de Janeiro de 1963) é um músico britânico. Ele se tornou mundialmente conhecido quando formou com George Michael o duo pop Wham!.
Após o fim do Wham!, Andrew se tornou surfista e ambientalista. Hoje vive em uma fazenda, no interior da Inglaterra, com sua esposa Keren Woodward, integrante da banda pop Bananarama.